# 钟沛璋
钟沛璋（1924年—2021年2月6日），男，原籍浙江镇海，生于上海，中国新闻活动家，曾任中共中央宣传部新闻局局长，中华全国新闻工作者协会主席团委员。